# Hellmuth Cuno

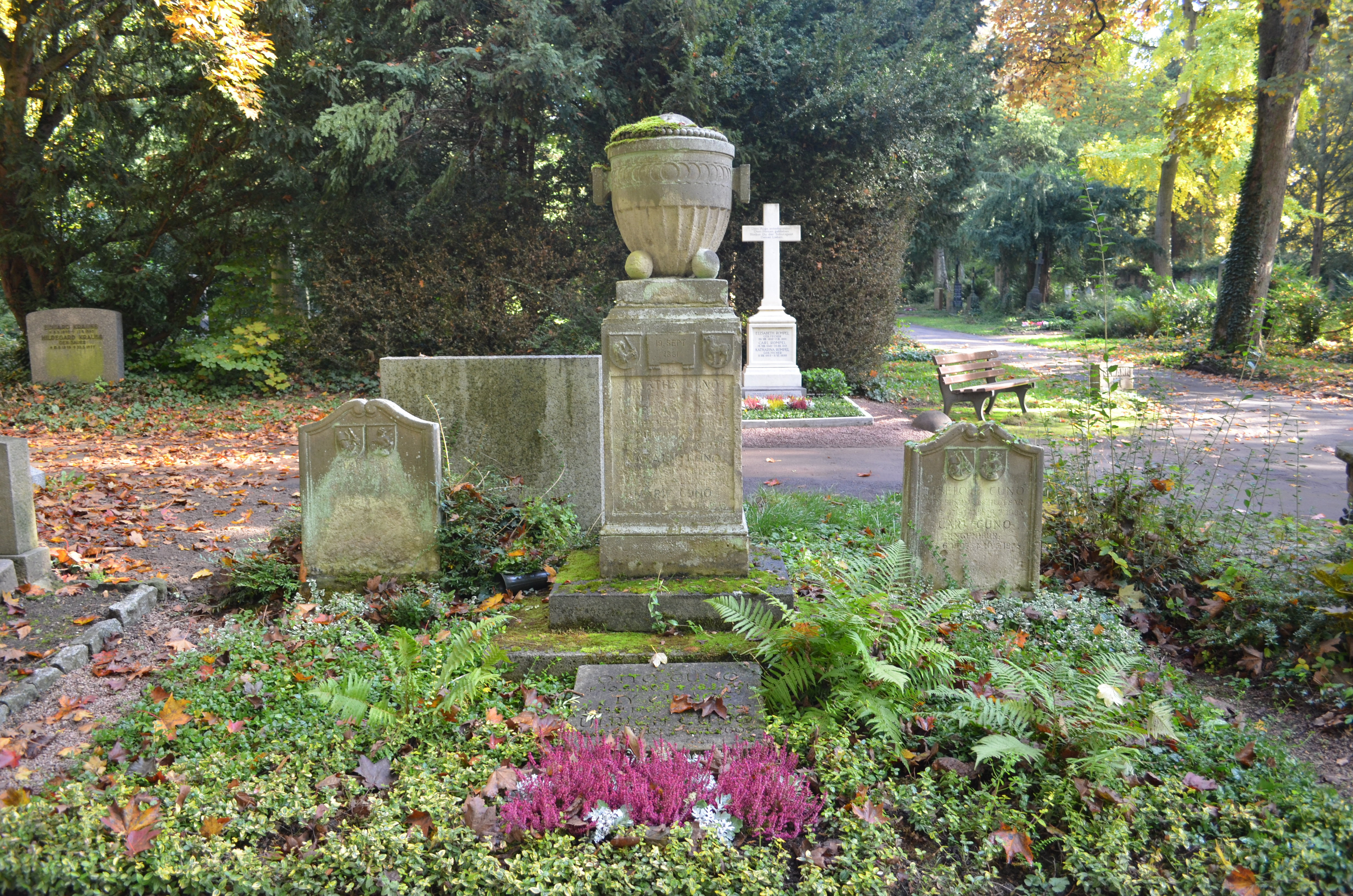
Familiengrabstätte Cuno, Hauptfriedhof Frankfurt

Hellmuth Cuno (* 17. August 1867 in Xanten; † 5. Mai 1951 in Frankfurt am Main; vollständiger Name: Hellmuth Robert Julius Cuno) war ein deutscher Architekt und Industrie-Manager.

## Leben

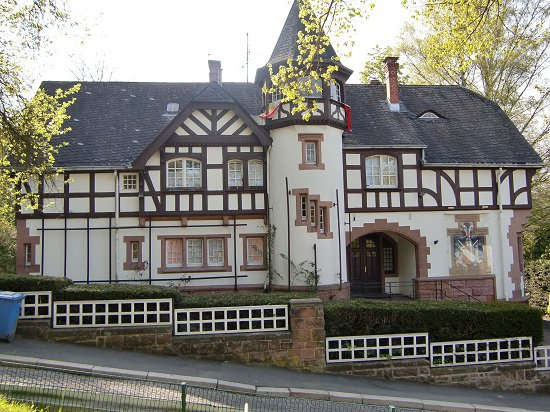
1899: Verbindungshaus der Burschenschaft Alemannia Marburg

Hellmuth Cuno wurde nach zwei Schwestern und einem Bruder als viertes Kind des Architekten und Gelderner Kreisbaurats Carl Cuno und seiner Ehefrau Natalie von Ziemietzky (1843–1912) in Xanten geboren. Da sein Vater 1869 Kreisbaurat in Koblenz wurde, wuchs er zunächst dort auf, wurde aber während des Deutsch-Französischen Krieges mit seinen Geschwistern vorübergehend bei der Tante in seinem Geburtsort Xanten in Sicherheit gebracht. In Koblenz besuchte er die Elementarschule, bis er 1875 nach Frankfurt am Main umzog, wo sein Vater Postbaurat geworden war. 1884 war er vorübergehend herzleidend und bekam später Rheumatismus wie sein Vater. So war er wie dieser zwar häufig erkrankt, sollte aber trotzdem 83 Jahre alt werden.
Schon früh zeichnete er gern und gut. Dieses Erbe beider Eltern wurde im Städelschen Institut bei Heinrich Hasselhorst ausgebildet. Nach dem Besuch des Frankfurter Gymnasiums besuchte er zwei Semester die Technische Hochschule Charlottenburg und trat 1888 der Burschenschaft Germania Berlin bei, der er zeitlebens angehören sollte. Im Wintersemester 1889 wechselte er an die Technische Hochschule Hannover. Er war unter anderem Schüler von Conrad Wilhelm Hase. Dort ließ er sich zum Privatarchitekten ausbilden und ging zum Leidwesen seines Vaters 1892 ohne Examen von der Hochschule ab.
Nach einem krankheitsbedingt verkürzten Militärdienst als Einjährig-Freiwilliger arbeitete er 1893 zunächst als Mitarbeiter im gemeinsamen Büro der Frankfurter Architekten Ludwig Neher und Aage von Kauffmann. 1900 leitete er das gemeinsame Baubüro der Architekten Franz von Hoven und Neher im Frankfurter Römer. Bei der Einweihung des von ihm nach eigenem Entwurf gebauten Verbindungshauses der Burschenschaft Alemannia Marburg lernte er im Jahre 1900 mit seinem Bruder die beiden Töchter Boeckmann aus der Schweiz kennen, die sie später heirateten. Ina Boeckmann (1870–1942) gebar ihm fünf Kinder. Drei kamen in der Türkei zur Welt. Eine Tochter starb 1932 mit 26, ein Sohn 1933 mit 33 Jahren. Die Burschenschaft Alemannia Marburg ernannte Cuno für die Errichtung ihres Verbindungshauses im Jahr 1899 zum Alten Herrn.
1904 trat Cuno in die Bauunternehmung Philipp Holzmann in Frankfurt am Main ein. Er wurde beim Bau der Anatolischen Eisenbahn eingesetzt und zog deshalb 1905 mit seiner Familie nach Moda bei Konstantinopel, wo sie bis zum Ausbruch des Ersten Weltkriegs lebten. Nach der Rückkehr nach Frankfurt übernahm Cuno in der Zentralverwaltung der Bauunternehmung Philipp Holzmann die Gesamtleitung des Hochbaus, der Steinmetz- und Bildhauerei-Abteilung sowie der Baufabrik für das In- und Ausland. Ab 1917 war er Vorstandsmitglied des Unternehmens, bis er 1932 in den Aufsichtsrat wechselte.
Nach dem Zweiten Weltkrieg und dem Tod seiner Frau heiratete Hellmuth Cuno 1945 seine ehemalige Sekretärin, die 28 Jahre jüngere Leonie Pfeiffer. Er starb 1951 und fand nach einer von vielen Menschen besuchten großen Trauerfeier am 12. Mai 1951 seine letzte Ruhestätte auf dem Frankfurter Hauptfriedhof.

## Bauten und Entwürfe
als Mitarbeiter der Architekten von Hoven und Neher:
- 1900: Beteiligung an der künstlerischen Leitung des Erweiterungsbaus des Frankfurter Römers

in selbständiger Berufsausübung bzw. als leitender Mitarbeiter der Bauunternehmung Philipp Holzmann:
- 1899: Verbindungshaus der Burschenschaft Alemannia Marburg
- 1904 begonnen: Geschäftshaus für das Textileinzelhandelsunternehmen Schwarzschild & Ochs in Frankfurt am Main, Rossmarkt
- 1904 begonnen: Geschäftshaus „Zu den drei Hasen“ in Frankfurt am Main, Theaterplatz
- 1904: Wettbewerbsentwurf (Motto „Ruth“) für eine Synagoge in Frankfurt am Main (Ankauf)[4]
- 1905–1908: Anatolische Eisenbahn mit dem Bahnhofsempfangsgebäude Haydarpasa und Getreidesilos in Konstantinopel-Moda (in Zusammenarbeit mit dem Architekten Otto von Kühlmann)
- 1923: Bankgebäude der Adriatischen Bank in Belgrad
- 1946: erfolglose Beteiligung an der Ausschreibung für die Wiederherstellung der Frankfurter Paulskirche